# Ниммонс, Фил
Филип Риста (Фил) Ниммонс (англ. Philip Rista (Phil) Nimmons) — канадский джазовый кларнетист, бэнд-лидер, композитор, аранжировщик и музыкальный педагог второй половины XX — начала XXI века. Основатель и бессменный лидер джаз-банда Nimmons 'N' Nine (позже Nimmons 'N' Nine Plus Six), первый лауреат премии «Джуно» за лучший джазовый альбом года, член Международного зала славы джазовых преподавателей (2001), лауреат Премии генерал-губернатора в области исполнительских искусств (2002). Офицер ордена Канады (1994).

## Биография
Родился в 1923 году в Камлупсе (Британская Колумбия) и вырос в Ванкувере. С детства занимался музыкой, играл на кларнете в Ванкуверском камерном оркестре CBC. Начав увлекаться джазом, вначале возглавлял школьный ансамбль, а затем присоединился к квинтету Рэя Норриса.
С 1940 по 1944 год учился в Университете Британской Колумбии, готовясь к медицинской карьере. В годы учебы играл в квинтете Рэя Норриса и местных дэнс-бендах. Сочинял музыку для группы Норриса, а также для драматических постановок Радио CBC. По окончании университета учился в 1945—1947 годах по классу кларнета в Джульярдской школе (США, преподаватель Артур Кристманн) и в 1948—1950 годах по классу композиции в Королевской музыкальной консерватории (Торонто, преподаватели Ричард Джонстон, Арнольд Вальтер и Джон Вейнцвейг). Во время учебы в Королевской консерватории познакомился с Норин Льез Спенсер — своей будущей женой.
В 1953 году сформировал собственный джаз-банд, вначале выступавший на радио. Первый публичный концерт ансамбль дал в 1956 году на Стратфордском фестивале, а на следующий год получил имя Nimmons 'N' Nine. В 1965 году состав джаз-банда был расширен до 16 человек, а название изменилось на Nimmons 'N' Nine Plus Six. Спецификой биг-бенда Ниммонса была группа деревянных духовых, состоявшая из 4 музыкантов, которую он сам бессменно возглавлял как кларнетист; это дополнение придавало Nimmons 'N' Nine более сухое и нежное звучание, чем у других биг-бендов. Ансамбль с постепенными заменами отдельных исполнителей продолжал выступать до 1980-х годов, гастролируя по Канаде и дважды посетив Европу, и в 1977 году получил первую в истории премию «Джуно» в номинации «Лучший джазовый альбом» за диск The Atlantic Suite. С 1957 года ансамбль на протяжении 23 лет сотрудничал с Радио CBC, в том числе в первые годы в еженедельной программе Nimmons 'N' Nine. Позже Ниммонс периодически продолжал выступать с меньшими группами.
Ниммонс был одним из основателей Канадской лиги композиторов и сыграл важную роль в учреждении джазовых учебных программ по всей Канаде. Вместе с Оскаром Питерсоном и Рэем Брауном он в 1960—1963 годах возглавлял в Торонто Высшую школу современной музыки англ. Advanced School of Contemporary Music. С 1969 по 1982 год Ниммонс возглавлял джазовую учебную программу фестиваля камерной и джазовой музыки Университета Нью-Брансуика, а с 1970 по 1981 год — аналогичную программу Банфского центра дополнительного образования. В 1973 году начал преподавать в Торонтском университете, где провел больше 45 лет, с 1991 года — почетный директор новообразованной академической программы изучения джаза в этом университете. С 1978 года также преподавал в Университете Западного Онтарио. В 2001 году имя Фила Ниммонса было внесено в списки Международного зала славы джазовых преподавателей, а на следующий год он стал лауреатом Премии генерал-губернатора в области исполнительских искусств.
Овдовел в 2002 году. Дожил до 100-летнего возраста, скончался у себя дома в Торнхилле (Онтарио) в апреле 2024 года, оставив после себя троих детей.

## Композиторское творчество
В творческое наследие Фила Ниммонса входят более 400 композиций — как джазовые произведения, так и более мейнстримная эстрадная музыка и классические композиции. К последним в его раннем творчестве относятся сонатина для флейты (1948), токката (1949), струнный квартет (1950) и оркестровые скерцо и «Сюита для весны» (1950 и 1951).
Раннее творчество Ниммонса испытывало влияние школы кул-джаза тихоокеанских штатов США. В его джазовых композициях большую роль играет группа деревянных духовых инструментов. На последних этапах карьеры его оркестровки стали более смелыми и масштабными; в его джазовой композиции Invocation (1976) критик газеты Globe and Mail находил одновременно сходство с молитвенной музыкой, гимном и симфонией.
Ориигинальную инструментальную музыку для Радио CBC писал с 1950 года, занимался также аранжировкой музыки для других программ CBC. Писал также музыку для фильмов, включая киноленты «Опасный возраст» (англ. A Dangerous Age, 1957) и «Клёвый звук из ада» (англ. A Cool Sound from Hell, 1959) и телефильм «Власть через подставных лиц» (англ. Power by Proxy, 1961). Первый альбом со своим коллективом, The Canadian Scene via the Phil Nimmons Group, выпустил на лейбле Clef Records в 1956 году. Альбомы Симмонса с его джаз-бандом и в составе других коллективов продолжали выходить до начала XXI века (в последние годы это часто были сборники уже публиковавшихся и ранее неизданных произведений композитора).
После распада своего джаз-банда создал ряд произведений по заказу других исполнителей, в числе которых были Джеймс Кэмпбелл (Duologue, 1984; Images Entre Nous, 1988), Джозеф Мейсролло (PS42JS, 1985), Дэн Уоррен (концерт для трубы, 1988) и Ванкуверский оркестр CBC (Plateaux: Caribou Country Tone Poem, 1986). Музыка Ниммонса, написанная по заказу организаторов, звучала на церемониях открытия летних Олимпийских игр в Монреале (Invocation) и зимних Олимпийских игр в Калгари (The Torch, в исполнении Олимпийского джаз-банда Роба Макконнелла).